# Alexander Os
Pour les articles homonymes, voir OS.
Alexander Os, né le 21 janvier 1980 à Fauske, est un biathlète norvégien. 

## Carrière
Alexandre Os grandit à Fauske, où il commence le ski à l'âge de cinq ans. Il habite plus tard à Tromsø et s'entraîne au club Ishavslaget.
Il est appelé dans l'équipe nationale en 2000 pour les Championnats du monde junior.
Il a fait ses débuts en Coupe du monde en janvier 2003 et est monté sur son premier podium en mars 2007 lors du sprint de Lahti. Entre-temps, il devient champion d'Europe de l'individuel en 2006. En 2009, il décroche la médaille de bronze de la poursuite aux Championnats du monde de Pyeongchang après avoir fini quatrième du sprint. En 2011, il remporte la médaille d'or du championnat du monde de relais avec Ole Einar Bjørndalen, Emil Svendsen et Tarjei Bø. 
Il a aussi pris part aux Jeux olympiques d'hiver de 2010, terminant 28e de l'individuel.
Alexander Os continue sa carrière sportive jusqu'en 2016.

## Palmarès

### Jeux olympiques d'hiver
| Épreuve / Édition                         | Individuel | Sprint | Poursuite | Départ groupé | Relais |
| Jeux olympiques d'hiver de 2010 Vancouver | 28e        | —      | —         | —             | —      |

- — : épreuve non disputée par Alexander Os.

### Championnats du monde
| Mondiaux \ Épreuve   | Individuel | Sprint | Poursuite                 | Départ en masse | Relais               | Relais mixte |
| 2008 Östersund       | 41e        | —      | —                         | —               | —                    | 8e           |
| 2009 Pyeongchang     | 28e        | 4e     | Médaille de bronze, monde | —               | —                    | —            |
| 2011 Khanty-Mansiïsk | 43e        | —      | —                         | —               | Médaille d'or, monde | —            |

Légende :

 : première place, médaille d'or

 : troisième place, médaille de bronze

 : épreuve inexistante à cette date

— : Alexander Os n'a pas participé à cette épreuve

### Coupe du monde

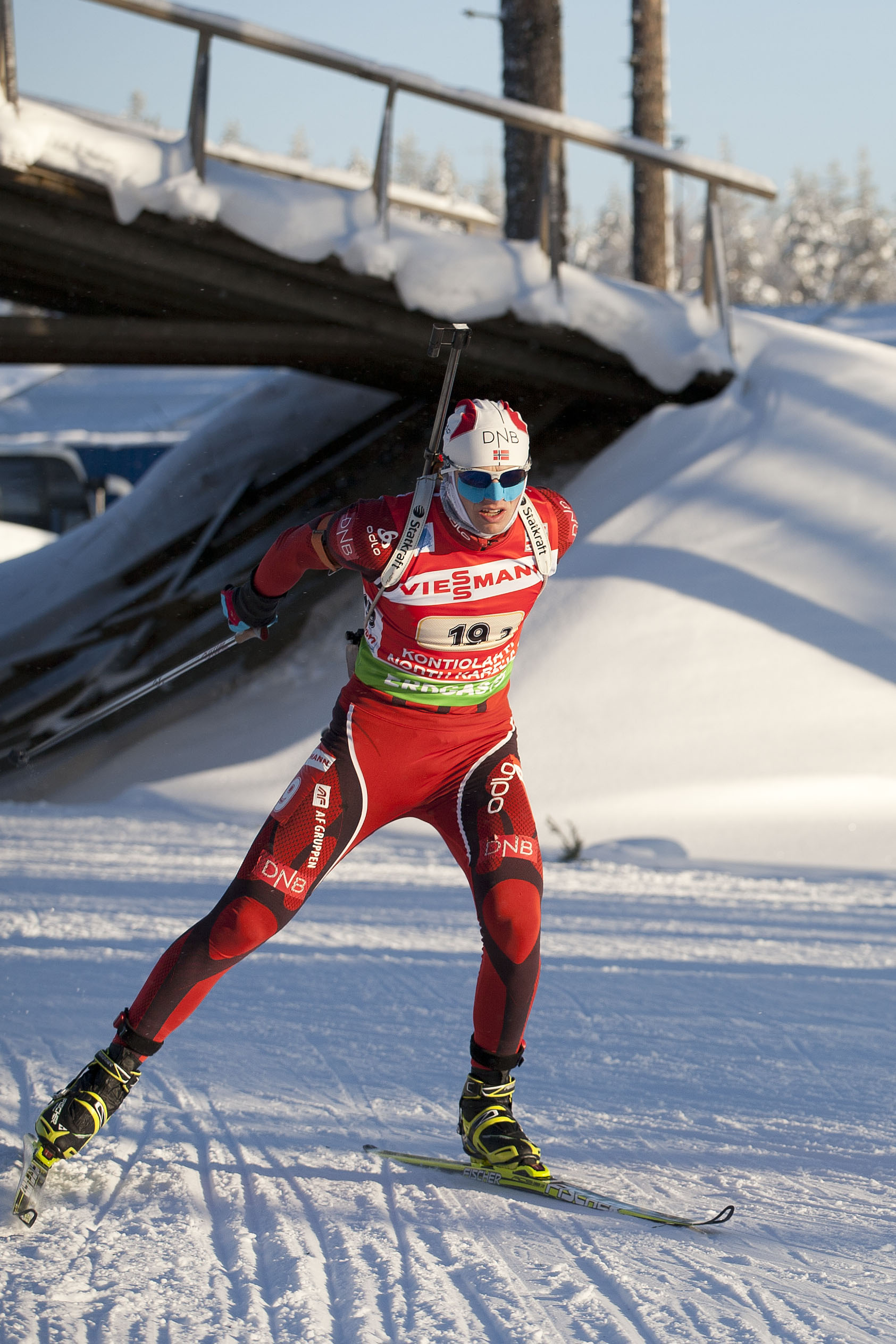
Alexander Os à Kontiolahti en 2012.

- Meilleur classement général : 13e en 2009.
- 7 podiums individuels[2] : 3 deuxièmes places et 4 troisièmes places.
- 10 podiums en relais, dont 5 victoires.

#### Classement annuel en Coupe du monde
| Saison    | Classement général final |
| 2002-2003 | nc                       |
| 2003-2004 | nc                       |
| 2004-2005 | 34e                      |
| 2005-2006 | 40e                      |
| 2006-2007 | 34e                      |
| 2007-2008 | 24e                      |
| 2008-2009 | 13e                      |
| 2009-2010 | 19e                      |
| 2010-2011 | 28e                      |
| 2011-2012 | 89e                      |
| 2012-2013 | nc                       |
| 2013-2014 | 68e                      |
| 2014-2015 | 35e                      |
| 2015-2016 | 54e                      |

### Championnats d'Europe
- Médaille d'or de l'individuel en 2006.
- Médaille d'argent de la poursuite en 2003 et 2004.
- Médaille d'argent du relais en 2004 et 2007.
- Médaille de bronze au relais en 2006.